# Chmielnik (powiat krotoszyński)
Chmielnik – osada leśna w Polsce, położona w województwie wielkopolskim, w powiecie krotoszyńskim, w gminie Krotoszyn.
Katoliccy mieszkańcy Chmielnika należą do Parafii p.w. Świętej Trójcy w Lutogniewie.